# Friedrich Setz
Friedrich Setz (Sibiu, 20 agosto 1837 – Vienna, 26 febbraio 1907) è stato un architetto e ingegnere austriaco.
Ha progettato e costruito un diversi uffici postali in Cisleitania sotto l'Impero asburgico, introducendo alcuni primi standard nella progettazione degli uffici postali.

## Biografia

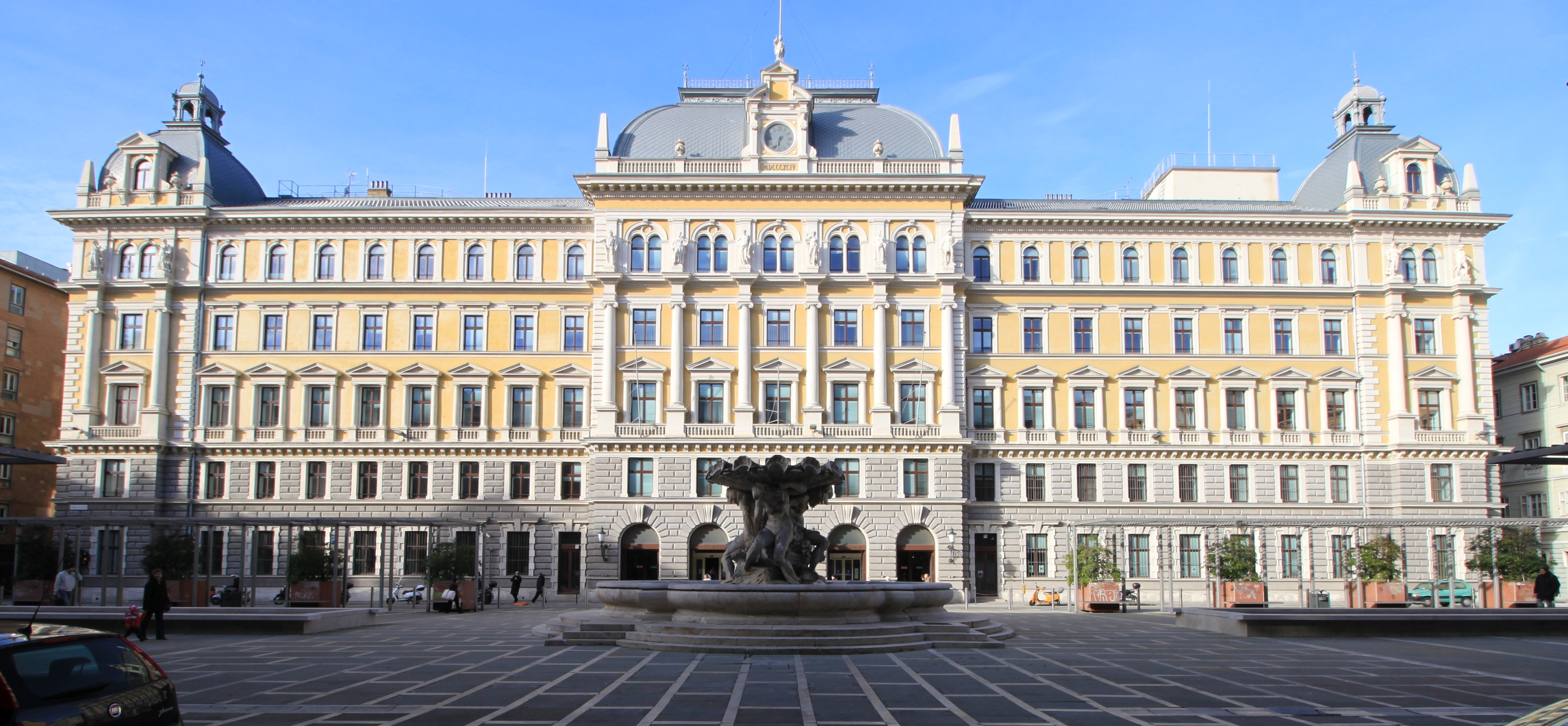
Palazzo delle Poste a Trieste (1894)

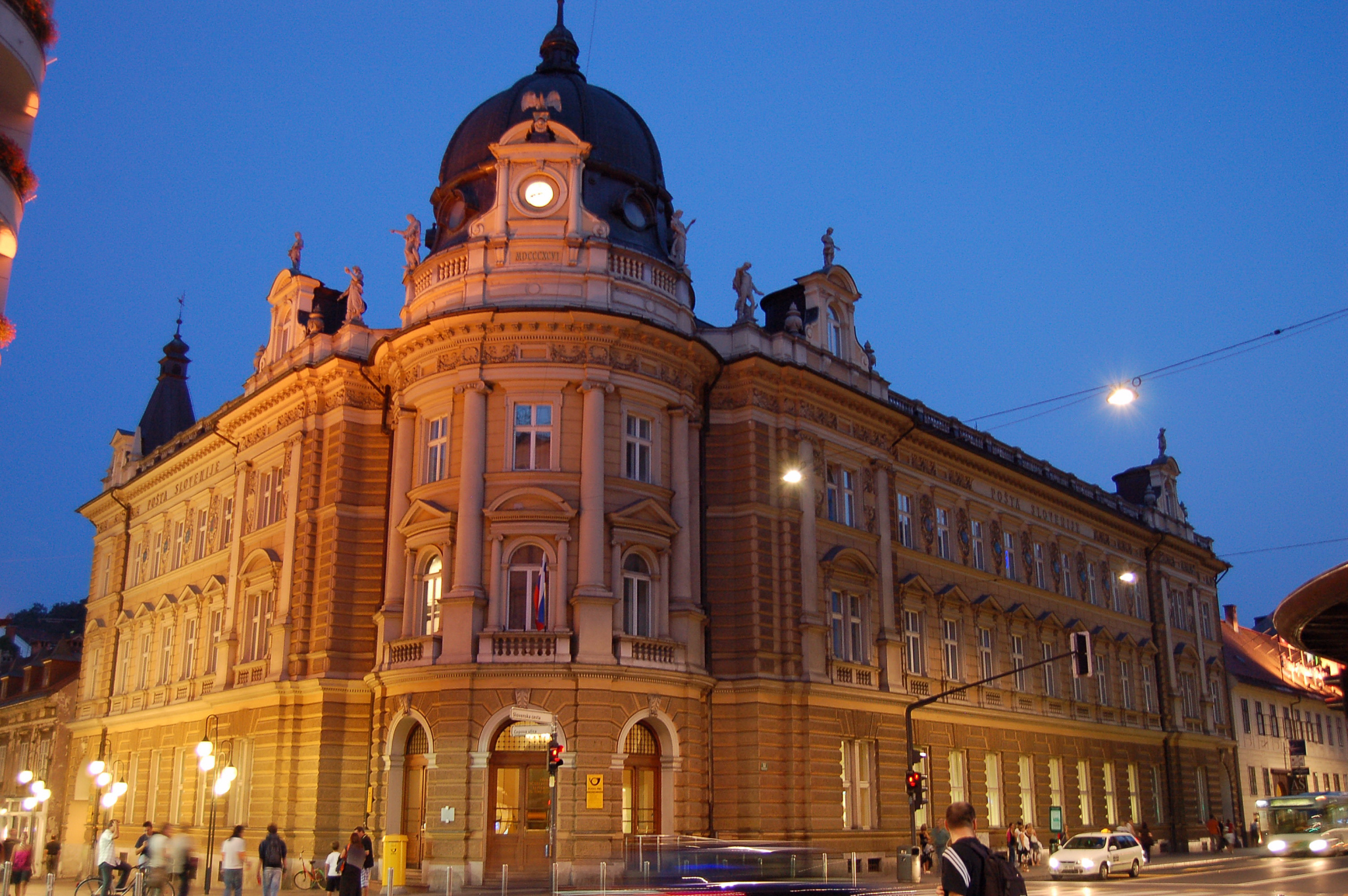
Palazzo delle Poste di Lubiana

Nato a Hermannstadt (oggi Sibiu, Romania) nel 1837 da una famiglia protestante, era figlio del costruttore che realizzò la cattedrale di Sibiu. Dopo aver frequentato il liceo e ad indirizzo ingegneristico, studiò al Politecnico di Vienna (1855-1859) e all'Università tecnica di Monaco di Baviera (1859-1860).  Successivamente studiò scenografia presso l'Accademia di belle arti di Vienna (1860-1862) e fu allievo disegnatore sotto l'architetto viennese Heinrich von Ferstel. Negli anni 1863-1872 lavorò come architetto indipendente.
Nel 1872 intraprese la carriera di ingegnere delle ferrovie orientali ungheresi a Pest e nel 1874 si trasferì presso la divisione costruzioni dell'Ispettorato generale delle Ferrovie imperial-regie dello Stato austriaco a Vienna, mentre negli anni 1876-1880 fu consigliere degli uffici commerciali per le costruzioni e nel 1880-1885 ingegnere senior presso la direzione della Staatseisenbahnbauten. 
Durante la progettazione del palazzo di giustizia e delle poste (1883-1884) nel Landstraße di Vienna, il suo nome fu scelto per l'affidamento della pianificazione e realizzazione di tutti gli uffici postali e telegrafici di nuova costruzione della monarchia asburgica. Nel 1889 si trasferì al Ministero del Commercio imperiale, dove fu a capo dell'ufficio delle costruzioni postali. Sotto la sua guida furono realizzati 26 edifici nel territorio della Cisleitania, tra cui quelli di Bolzano, Bregenz, Černivci, Jablonec nad Nisou, Graz, Karlovy Vary, Cracovia, Lubiana, Leopoli, Olomouc, Trento, Trieste e Opava, dove fu responsabile per la pianificazione, esecuzione e il regolamento finanziario degli edifici.
Nel 1892 Friedrich Setz fu insignito del titolo di k.k. Oberbaurats e nel 1901 prese parte alla progettazione per la ricostruzione ed ampliamento dell'ufficio postale centrale di Praga. Divenuto consigliere politico nel 1902, andò in pensione nel 1905.
Morì nel 1907 all'età di 69 anni.

## Opere

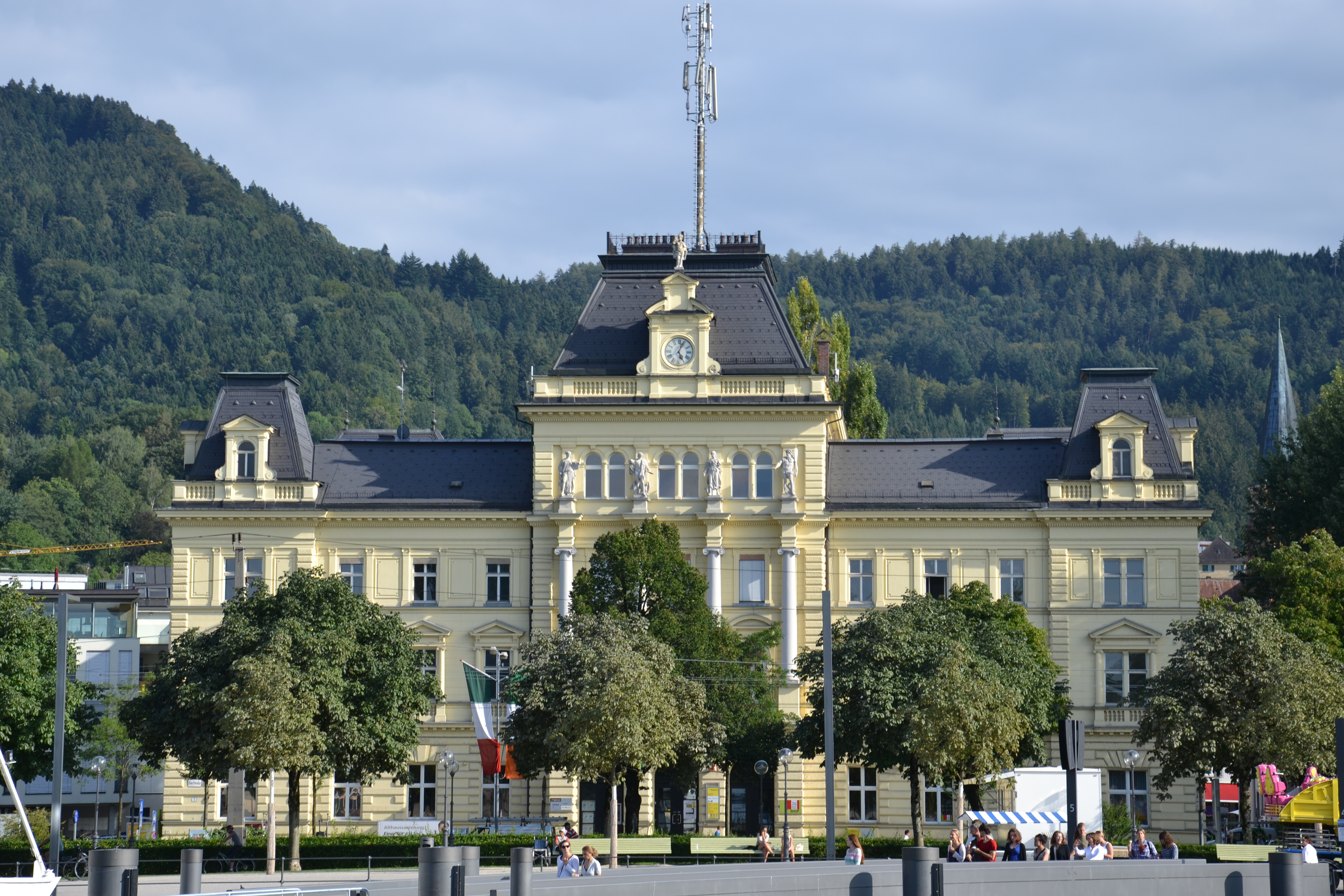
Palazzo delle poste di Bregenz (1895)

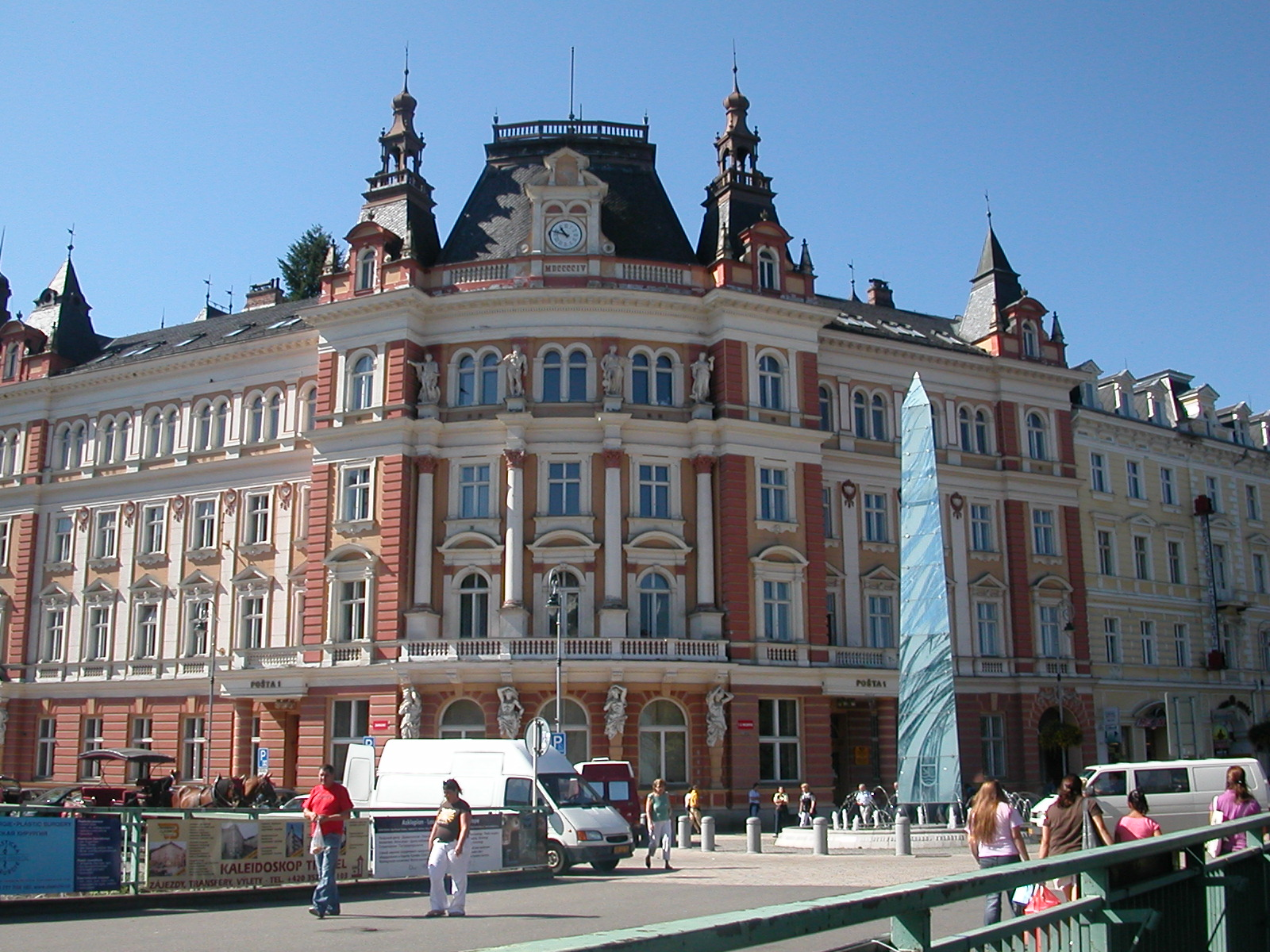
Palazzo delle poste di Karlsbad (1904)

Setz fu uno dei più importanti architetti dell'Austria-Ungheria, costruendo più di 26 uffici postali 
Quello della "Posta" era un nuovo tipo di costruzione che iniziò a diffondersi nella seconda metà del XIX secolo, con lo sviluppo del servizio postale.
Il palazzo delle poste era simile alle banche di risparmio postale (Postsparkassenbauten) realizzate dall'architetto Otto Wagners, che progettò i saloni centrali ricoperti da strutture in acciaio e vetro.

### Edifici
- 1885–1887: palazzo delle poste di Graz
- 1887–1889: palazzo delle poste di Leopoli
- 1889: palazzo delle poste di Trento (parzialmente ricostruite nel 1929–1934)
- 1890: ufficio postale di Bolzano
- 1892–1894: palazzo delle poste di Gablonz (Jablonec nad Nisou)
- 1890–1894: Palazzo delle Poste di Trieste
- 1893–1895: palazzo delle poste di Bregenz
- 1900–1904: palazzo delle poste di Karlsbad (Karlovy Vary)